# Jeff Chambers
Jeffrey Daniel „Jeff“ Chambers (* 2. April 1955 in Milwaukee, Wisconsin; † 18. Mai 2021 in El Cerrito, Kalifornien) war ein US-amerikanischer Jazzmusiker (Kontrabass).

## Leben und Wirken
Chambers absolvierte die Rufus King High School, anschließend besuchte er das Wisconsin Conservatory of Music, wo er sowohl Kontrabass als auch E-Bass bei Manty Ellis studierte und zwei Intercollegiate Jazz Ensemble Awards gewann. Erste Erfahrungen sammelte er dann bei Buddy Montgomery, der zu dieser Zeit in Milwaukee lebte. Als dieser 1978 auf Tournee ging, verließ Chambers das Wisconsin Conservatory, um mit dem Vibraphonisten auf Tournee zu gehen. Als Montgomery sich in der San Francisco Bay Area niederließ, tat Chambers dasselbe und lebte anschließend in Oakland. Dort spielte er mit Musikern wie Eddie Henderson, Johnny Coles, Bobby Hutcherson, George Cables und Eddie Marshall. Er begleitete den Tenorsaxophonisten Charlie Rouse bei Epistrophy, Rouses letzter Aufnahme im Jahr 1988. 1991 arbeitete er mit Dizzy Gillespie in Berkeley und trat mit Jeanie Bryson bzw. Freddie Hubbard in Warschau auf. 1994 arbeitete er mit Benny Carter in Oakland zusammen. Ferner spielte er bei Eddie Harris’ letzter Studioaufnahme, Dancing by a Rainbow (1996). Häufig spielte er im Trio mit dem Pianisten Larry Vuckovich in unterschiedlichen Konstellationen.
Im Bereich des Jazz war Chambers laut Tom Lord zwischen 1977 und 2018 an 55 Aufnahmesessions beteiligt, u. a. auch mit Bebop & Beyond (Plays Thelonious Monk), Mary Stallings, Al Jarreau (Heaven and Earth), Howard Alden/Ken Peplowski, Ahmad Jamal, Gonzalo Rubalcaba, Marlena Shaw, Larry Coryell, Calvin Keys und Teodross Avery. Chambers starb im Mai 2021 an den Folgen einer Krebserkrankung.